# أليكس مور
أليكس مور (بالإنجليزية: Alex Moore)‏ هو لاعب كرة قدم أسترالية أسترالي، ولد في 21 ديسمبر 1918، وتوفي في 28 أغسطس 1989.

## وصلات خارجية
- أليكس مور على موقع AustralianFootball.com (الإنجليزية)
- أليكس مور على موقع AFLtables.com (الإنجليزية)